# Maurice (pays)
Cet article concerne la république de Maurice. Pour l’île, voir Île Maurice. Pour les autres significations, voir Maurice.
République de Maurice
(en) Republic of Mauritius 
(mfe) Repiblik Moris 
Maurice (en anglais : Mauritius), en forme longue la république de Maurice (en anglais : Republic of Mauritius), est un État insulaire de l'océan Indien à environ 2 000 kilomètres des côtes africaines, à l'est de Madagascar et au nord-est de La Réunion. Le pays inclut l'île principale aussi nommée Maurice, Rodrigues 560 km plus à l'est, Agaléga et Saint-Brandon. Maurice et Rodrigues font partie de l'archipel des Mascareignes, avec l'île de La Réunion, un département d'outre-mer français.
La majorité de la population vit sur l'île principale, où se situe la capitale et plus grande ville Port-Louis. D'une superficie totale de 2 040 km2, le pays se targue d'une zone exclusive économique de 2,3 millions de kilomètres carrés, l'une des plus grandes zones maritimes du monde.
Ancienne colonie néerlandaise (1638-1710) et française (1715-1810), Maurice est devenue une possession coloniale britannique en 1810 et cela jusqu'en 1968, année de son indépendance. La colonie britannique de Maurice incluait jadis les territoires actuels de Maurice, de Rodrigues, les îles lointaines d'Agaléga, Saint-Brandon, l'archipel des Chagos et les Seychelles. Les territoires mauriciens se réduisirent progressivement avec la création d'une colonie spécifique des Seychelles en 1903. Aujourd'hui, la souveraineté sur l'archipel des Chagos est disputée entre Maurice et le Royaume-Uni. Le Royaume-Uni amputa en effet l'archipel du territoire mauricien en 1965, trois ans avant son indépendance. Il dépeupla graduellement l'archipel de sa population indigène et loua sa plus grande île, Diego Garcia, aux États-Unis, qui en firent une base militaire. L'accès à l'archipel est interdit aux touristes, aux médias et à ses anciens habitants. Maurice revendique aussi, à la France, sa souveraineté sur la petite île Tromelin.
La population de Maurice est multiethnique, multiconfessionnelle, multiculturelle et plurilingue. Le gouvernement du pays est très proche du système parlementaire westminstérien, et Maurice est très bien notée en matière de démocratie et des libertés économiques et politiques. En 2021, l'indice de développement humain de Maurice (0,802) est le plus élevé de la région d'Afrique.
Avec les autres îles des Mascareignes, Maurice est connue pour sa faune et sa flore, avec plusieurs espèces endémiques du pays. L'île est particulièrement réputée pour le dodo, qui avec d'autres espèces endémiques, s'est éteint peu après l'arrivée des premiers êtres humains.
Maurice est le seul pays d'Afrique où l'hindouisme est la religion principale. Le gouvernement utilise l'anglais comme principale langue et le français comme seconde langue. Le créole mauricien est parlé par la majorité de la  population, mais n'est pas reconnu officiellement par la constitution.

## Étymologie
La première preuve historique de l'existence d'une île aujourd'hui connue comme Maurice se trouve sur une carte élaborée par un cartographe italien, Alberto Cantino, en 1502,.
Il semblerait que Maurice ait été appelée Dina Arabi par des navigateurs arabes vers 975, les premiers à avoir visité régulièrement l'île.
En 1507, les navigateurs portugais visitèrent l'île inhabitée. L'île apparaît avec un nom portugais, Cirne, sur les premières cartes portugaises, probablement le nom d'un des navires de l'expédition de 1507 ou en raison de la présence de cet oiseau endémique incapable de voler, le dodo, qui était abondant à cette époque. Un autre navigateur portugais, Dom Pedro de Mascarenhas, donna le nom de Mascareignes à l'archipel composé de l'île Maurice, de l'île de la Réunion et de Rodrigues.
En 1598, une escadre hollandaise de l'amiral Wybrand van Warwijck accoste à Grand Port et nomme l'île Mauritius, en l’honneur du prince Maurice de Nassau, stathouder de la République néerlandaise. L’île devient une petite escale de ravitaillement sur la route des Indes néerlandaises.
La France, qui administre déjà l’île Bourbon (aujourd'hui l'île de La Réunion), s’installe à l’île Maurice en en faisant une île de peuplement, d’abord avec la Compagnie des Indes, puis directement en 1715. Elle la rebaptise plus tard Isle de France.
Le 3 décembre 1810, la France remet formellement l’île aux Britanniques pendant les guerres napoléoniennes. Le nom de l'île redevient Mauritius. L'île Maurice est aussi connue sous le nom de Maurice en français, Moris en créole mauricien et मॉरिशस en hindi.

## Histoire
Les historiens pensent que les premiers visiteurs de l'île Maurice sont les navigateurs phéniciens qui l’auraient abordée lors de la première circumnavigation autour du continent africain, commanditée par le pharaon d’Égypte Nékao II, vers l’an -600.[réf. nécessaire]
Les marins arabes accostent à Maurice régulièrement au Moyen Âge à partir du Xe siècle et lui donnent le nom de « Dina Arobi ».
Ce n'est qu'au début du XVIe siècle que des navigateurs portugais commencent à circuler dans la région. Des Portugais s'y installent pour la première fois en 1507 et y établissent une base de visite. L’île figure sur les premières cartes portugaises, avec le nom de « Cirne », du nom du navire du capitaine de l'expédition, Diogo Fernandes Pereira. Un autre marin portugais, Pedro de Mascarenhas, donne le nom de « Mascareignes » à l’archipel formé des îles désormais connues sous le nom de Maurice, Rodrigues et La Réunion.
L’île demeure inhabitée jusqu'à l'établissement d’une colonie en 1638 par les Provinces-Unies, les Néerlandais la nommant « Mauritius » en l’honneur de Maurice de Nassau. Elle est abandonnée faute de passage de commerçants en 1710 et cinq ans plus tard, l’île devient une colonie française rebaptisée « isle de France ». En raison de sa beauté et de sa position stratégique, l’île était surnommée « l'étoile et la clé » de l’océan Indien, d'où sa devise actuelle.
En 1721, l’administration de Maurice est confiée à la Compagnie française des Indes orientales qui prend possession de l’île dans le but de la coloniser. En 1723, le célèbre Code noir de 1685 est adapté à l'usage des Mascareignes. Il favorise l'arrivée de milliers d'esclaves provenant en majorité de l'île de Madagascar et de l'Afrique orientale pour y cultiver le café et les plantes à épices.

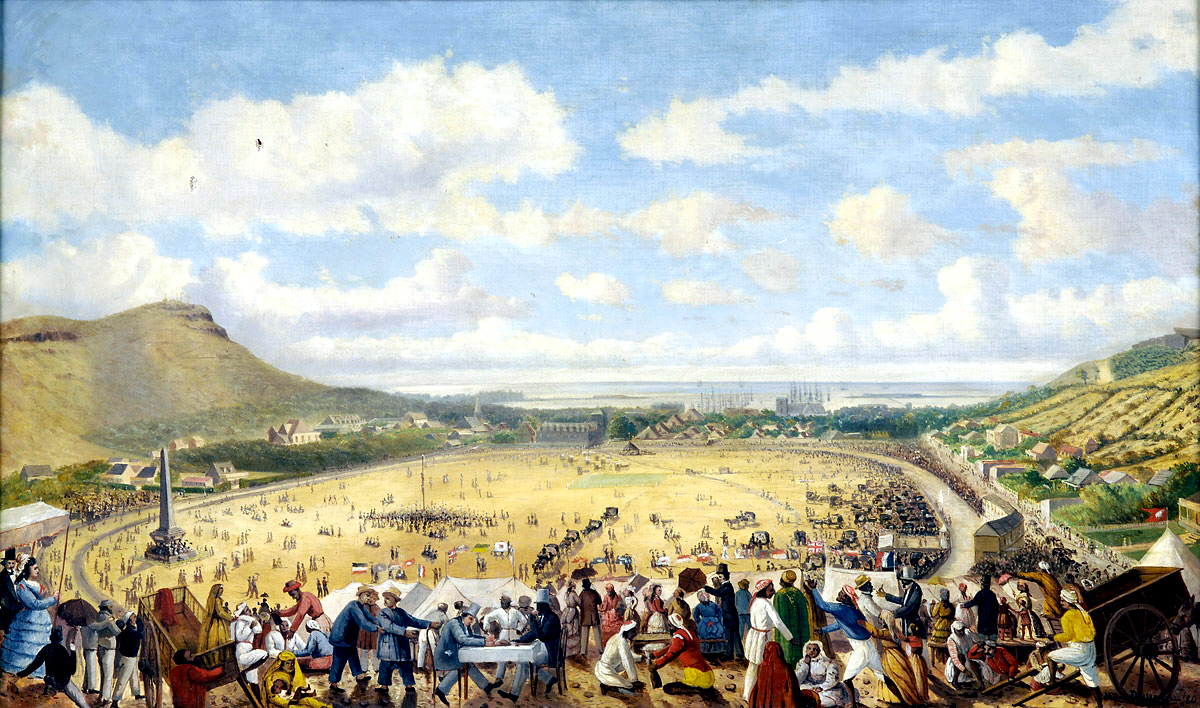
Port-Louis en 1880 (huile sur bois de Numa Desjardins).

Le Royaume-Uni prend le contrôle de l'île le 3 décembre 1810 au cours des guerres napoléoniennes après l'avoir envahie en quelques jours. Cette annexion forcée est reconnue au traité de Paris (1814).
Le 1er février 1835, 66 000 esclaves de l'île Maurice, des Seychelles et de Rodrigues sont libérés grâce à l’abolition britannique de l’esclavage. Toutefois, ceux-ci restent contraints de continuer à travailler dans les plantations. Leurs propriétaires reçoivent une indemnisation dont le total s'élève à 1,2 million de livres sterling à cette époque. Aujourd’hui, cette estimation vaut plusieurs milliards de roupies mauriciennes.
L'île Maurice devient indépendante le 12 mars 1968. Seewoosagur Ramgoolam est premier ministre du 26 septembre 1961 au 16 juin 1982, soit plus de vingt ans, et c'est sous son mandat qu'est négociée l'indépendance avec les Britanniques. C'est un anticommuniste et un ami de la France, qui voit aussi ce pays comme un contre-poids au Royaume-Uni,. Anerood Jugnauth lui succède comme premier ministre pendant douze ans, de décembre 1982 à juillet 1995. Ce sont des années de boom économique. Puis Navin Ramgoolam, fils de Seewoosagur Ramgoolam, assure cette fonction jusqu'en septembre 2000. Anerood Jugnauth redevient ensuite Premier ministre après les élections de septembre 2000, puis après 3 ans, comme convenu, cède son poste à son allié du Mouvement militant mauricien, Paul Bérenger, dirigeant de la principale formation d'opposition de gauche depuis l'indépendance. Paul Bérenger reste Premier ministre pendant moins de deux ans, puis, dans une nouvelle alternance, Navin Ramgoolam revient au pouvoir pendant neuf ans et demi, jusqu'à décembre 2014, passant alors le relais à nouveau à Anerood Jugnauth, jusqu'à janvier 2017. Le 21 janvier 2017, il annonce sa démission lors d'une allocution télévisée. Il est remplacé par son fils, ministre des Finances Pravind Jugnauth. Celui-ci remporte les législatives de 2019.
Le 3 octobre 2024, les gouvernements britannique et mauricien ont annoncé, dans une déclaration conjointe, le transfert de souveraineté de l'archipel à Maurice. L'île de Diego Garcia, où se trouve la base militaire de Camp Justice, était la seule exception à ce nouveau traité, l'administration étant cédée au Royaume-Uni par le gouvernement mauricien pour une période d'au moins 99 ans. Le 22 mai 2025, le Premier ministre britannique Kier Starmer signe l'accord formel sur le transfert de souveraineté des îles Chagos à l'île Maurice. Aux termes de l'accord, l'atoll stratégique de Diego Garcia et sa zone tampon de 38 kilomètres sont immédiatement rétrocédés au Royaume-Uni. Cet accord permet la poursuite de l'exploitation de la base conjointe anglo-américaine sur l'île pendant les 99 prochaines années, avec une prolongation de 40 ans et un droit de préemption ultérieur. L'île Maurice recevra du Royaume-Uni un loyer annuel de 165 millions de livres sterling pendant les trois premières années, puis de 120 millions de livres sterling par an pendant les dix années suivantes. Par la suite, ce paiement annuel de 120 millions de livres sterling sera indexé sur l'inflation.

## Système politique

### Gouvernement
| Poste occupé               | Titulaire de charge   | Entrée en fonction |
| -------------------------- | --------------------- | ------------------ |
| Président de la République | Dharam Gokhool        | 6 décembre 2024    |
| Premier ministre           | Navin Ramgoolam       | 13 novembre 2024   |
| Vice-premier ministre      | Paul Raymond Berenger | 13 novembre 2024   |

### Politiqueétrangère
Le pays maintiens de forte relations avec l'Europe, l'Inde et ainsi que les pays du continent Africain. La république fait partie l"Organisation Mondiale du Commerce depuis le 1er Janvier 1995, du Commonwealth, de la Francophonie depuis 1970, de l'Union Africaine, de la Communauté de Developement d'Afrique Australe (SADC), et de la Commission de l'Océan Indien.
En septembre 2004, le Premier ministre mauricien, Paul Bérenger a menacé de retirer l'adhésion de Maurice au Commonwealth à la suite de négociations non abouties avec la couronne britannique à la suite de la dispute concernant la souveraineté sur l'Archipel Des Chagos.

En 2025, le pays est suspendu des instances de la SADC à la suite du retard de règlement de 800 millions de roupies.

### Controverse Politique

#### Censure des réseaux sociaux et scandale d'écoutes téléphoniques en 2024
Le premier novembre 2024, à la veille des élections générales et législatives du 10 novembre 2024, l'autorité régulatrice ICTA (Information & Communication Technology Authority) ordonne aux opérateurs des télécommunications de bloquer les accès aux réseaux sociaux, notamment Facebook, YouTube et TikTok, pour des raisons de sécurité nationale. Pour plusieurs mauriciens, cette censure serait liée aux « publications illégales » de Missie Moustass, un lanceur d'alertes qui a rendu publique des écoutes téléphoniques des personnalités haut placées du paysainsi que celle d'une diplomate britannique révélant aussi des conversations complotistes.

## Système juridique
Maurice a un système juridique hybride dérivé du common law britannique et du droit civil français. La Constitution de Maurice établit la séparation des pouvoirs entre le législatif, l'exécutif et le judiciaire et garantit la protection des droits fondamentaux et libertés de l'individu. Maurice dispose d'un système judiciaire à structure unique composé de deux niveaux, la Cour suprême et les tribunaux subordonnés. La Cour suprême est composée de différentes divisions exerçant une compétence, telles que le Master Cour, la division de la famille, la division commerciale (faillite), la division pénale, la division de médiation, le tribunal de première instance en matière civile et pénale, la juridiction d'appel : la Cour d'appel civile et la Cour d'appel criminelle. Les tribunaux subordonnés comprennent le tribunal intermédiaire, le tribunal du travail, les tribunaux de districts, le tribunal de mise en liberté sous caution et le tribunal de Rodrigues. Le Comité judiciaire du Conseil privé est la cour d'appel finale de Maurice. Après l'indépendance de Maurice en 1968, Maurice a maintenu le Conseil privé comme instance d'appel suprême. Les recours contre des décisions de la Cour d'appel ou de la Cour suprême peuvent être formés de plein droit ou avec l'autorisation de la Cour, conformément à l'article 81 de la Constitution et à l'article 70A de la loi sur les tribunaux. Le Comité judiciaire peut également accorder une autorisation spéciale de faire appel de la décision de tout tribunal en matière civile ou pénale, conformément à l'article 81 (5) de la Constitution.

## Géographie
Voir aussi : Carte de l'île Maurice sur Wikimedia Commons

### Situation
Le pays se compose de l'Île Maurice, de Rodrigues (560 kilomètres à l'est), des îles Agaléga et de l'archipel de Saint-Brandon qui font partie de l'archipel des Mascareignes. Maurice revendique sa souveraineté sur l'archipel des Chagos (Royaume-Uni) et l'île Tromelin (France). La superficie totale du pays est de 2 040 km2. La capitale et plus grande ville est Port-Louis.
Le pays est situé dans l’océan Indien, entre les latitudes 19°58.8' et 20°31.7 Sud et longitudes 57°18.0' et 57°46.5' Est, à 172 km à l'est-nord-est de La Réunion.
L’île Maurice mesure 65 km de long et 45 km de large et a une superficie totale d'environ 1 864,8 km2, elle est entourée par plus de 150 km de plages de sable blanc et les lagons sont protégés de la mer par la troisième barrière de corail du monde par sa taille. Sur les côtes de l’île Maurice, il y a quelque 49 îles et îlots inhabités, certains d'entre eux sont utilisés comme réserves naturelles pour la protection des espèces en voie de disparition.

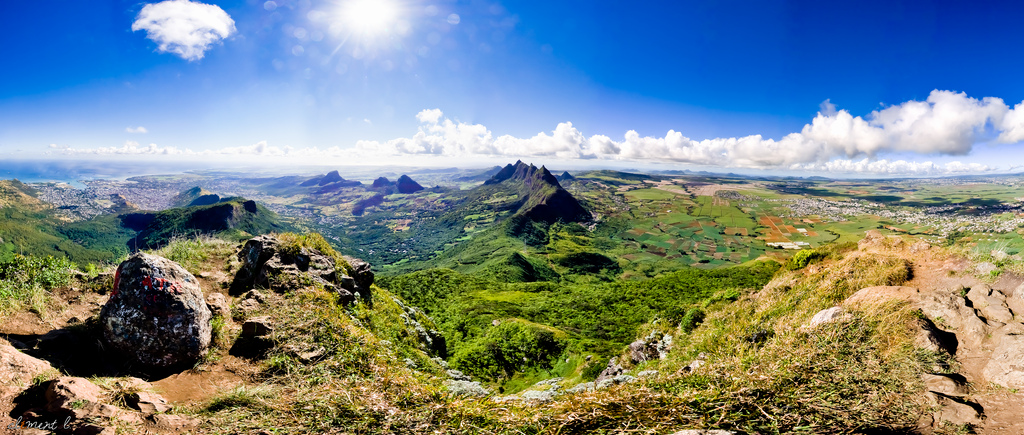
Vue panoramique montrant des chaînes de montagne, des maisons et des plantations de canne à sucre.

### Territoires et dépendances
La superficie totale du pays, selon la géographie mauricienne est de 2 040 km2, ce qui en fait le 180e pays dans le monde pour ce qui est de la superficie. Le territoire mauricien comprend également l'île Rodrigues, qui est situé à environ 560 km à l'est avec une superficie de 104 km2. Deux petites îles, Agaléga situées à quelque 1 000 km au nord de l'île Maurice et les écueils des Cargados Carajos (également appelés Saint-Brandon) situés à quelque 430 km au nord-est de l'île Maurice, la superficie des deux îles est de 71,2 km2. La zone économique exclusive (ZEE) du pays couvre environ 1 200 000 km2 de l'océan Indien. En 2011, l'Organisation des Nations unies a approuvé la soumission conjointe de l'île Maurice et les Seychelles pour étendre leur plateau continental de 396 000 km2 dans la région des Mascareignes, ce qui donne aux deux pays le droit souverain de gérer conjointement et d'exploiter les fonds marins et leur sous-sol dans la zone.
Maurice revendique sa souveraineté sur l'archipel des Chagos (1 931 kilomètres au nord-est) qui comprend l'atoll de Diego Garcia, connue comme le Territoire britannique de l'océan Indien. L'archipel faisait partie du territoire mauricien depuis le XVIIe siècle, à l'époque où les Français se sont installés dans la république de Maurice. Toutes les îles faisant partie du territoire colonial français de l'Isle de France (le nom de Maurice à l'époque) sont cédées aux Britanniques en 1810 en vertu de l'acte de capitulation signé entre les deux pays. Mais trois ans avant que Maurice ne devienne indépendante en 1968, le Royaume-Uni a exclu de ce processus l'archipel de la république de Maurice et loué Diego Garcia, l'île principale de l'archipel, aux États-Unis en vertu d'un bail de 50 ans (qui expire en 2016 et arrive à échéance en 2014). Le détachement des Chagos du territoire mauricien est une violation du droit international. La résolution des Nations unies interdit le démembrement de territoires coloniaux avant l'indépendance. Maurice a affirmé à maintes reprises que l'archipel des Chagos est l'un de ses territoires et cela est une violation du droit de résolutions de l'ONU. Le Royaume-Uni a déclaré qu'il n'a aucun doute sur sa souveraineté sur les Chagos, mais a également dit que les Chagos seront retournés à l'île Maurice une fois que les îles ne sont plus nécessaires à des fins de défense. Compte tenu de l'absence de progrès avec le Royaume-Uni, Maurice a décidé d'internationaliser le conflit et de prendre la question à tous les forums juridiques et politiques appropriés.
Après avoir nié que ces îles étaient habitées, à partir de 1968 les autorités britanniques ont expulsé environ 2 000 Chagossiens à l'île Maurice et Seychelles pour en finir le 27 avril 1973 avec l'évacuation des habitants de Peros Banhos, afin de permettre aux États-Unis d'établir une base militaire sur Diego Garcia. Depuis 1971, seul l'atoll de Diego Garcia est habité et ce, exclusivement par du personnel militaire et civil des États-Unis. Les Chagossiens qui avaient vécu sur ces îles depuis plusieurs siècles sont toujours en exil, ils se battent toujours pour retourner dans leur patrie, en faisant valoir que leur dépossession et expulsion forcées étaient illégales. En mai 2025, la Grande-Bretagne signe un accord formel sur le transfert de souveraineté des îles Chagos à l'île Maurice. Aux termes de l'accord, l'atoll stratégique de Diego Garcia et sa zone tampon de 38 kilomètres sont immédiatement rétrocédés au Royaume-Uni. Cet accord permet la poursuite de l'exploitation de la base conjointe anglo-américaine sur l'île pendant les 99 prochaines années, avec une prolongation de 40 ans et un droit de préemption ultérieur. L'île Maurice recevra du Royaume-Uni un loyer annuel de 165 millions de livres sterling pendant les trois premières années, puis de 120 millions de livres sterling par an pendant les dix années suivantes. Par la suite, ce paiement annuel de 120 millions de livres sterling sera indexé sur l'inflation.
Enfin, Maurice revendique la souveraineté sur l'île Tromelin qui se trouve à 430 km au nord-ouest de l'île Maurice, mais cette revendication fait l'objet d'interrogations quant à sa légitimité historique et juridique.

### Géologie et relief
Maurice est relativement jeune géologiquement, l’île résulte d'éruptions volcaniques sous-marines qui se sont produites il y a quelque huit millions d’années. Elle est située dans l’archipel des Mascareignes qui comprennent La Réunion, Rodrigues, ainsi que plusieurs petites îles proches. Ces îlots ont émergé de l'océan à la suite des gigantesques éruptions volcaniques sous-marines qui se sont produites à des milliers de kilomètres à l'est du bloc continental constitué par l’Afrique et Madagascar. Ils ne sont plus volcaniquement actifs et le point chaud se trouve aujourd’hui à quelques dizaines de kilomètres de la Réunion. Il n'y a eu aucune activité volcanique sur l'île pendant plus de 100 000 ans. L’île Maurice est entourée par des chaînes de montagnes, dont la hauteur varie de 300 m à 800 m d'altitude. Le terrain s'élève des plaines côtières à un plateau central où il atteint une hauteur de 670 m. Le plus haut sommet, le piton de la Petite Rivière Noire à 828 m, se situe dans le Sud-Ouest. Des ruisseaux et rivières parsèment l'île ; beaucoup d'entre eux ont été créés par les passages de lave.

## Environnement

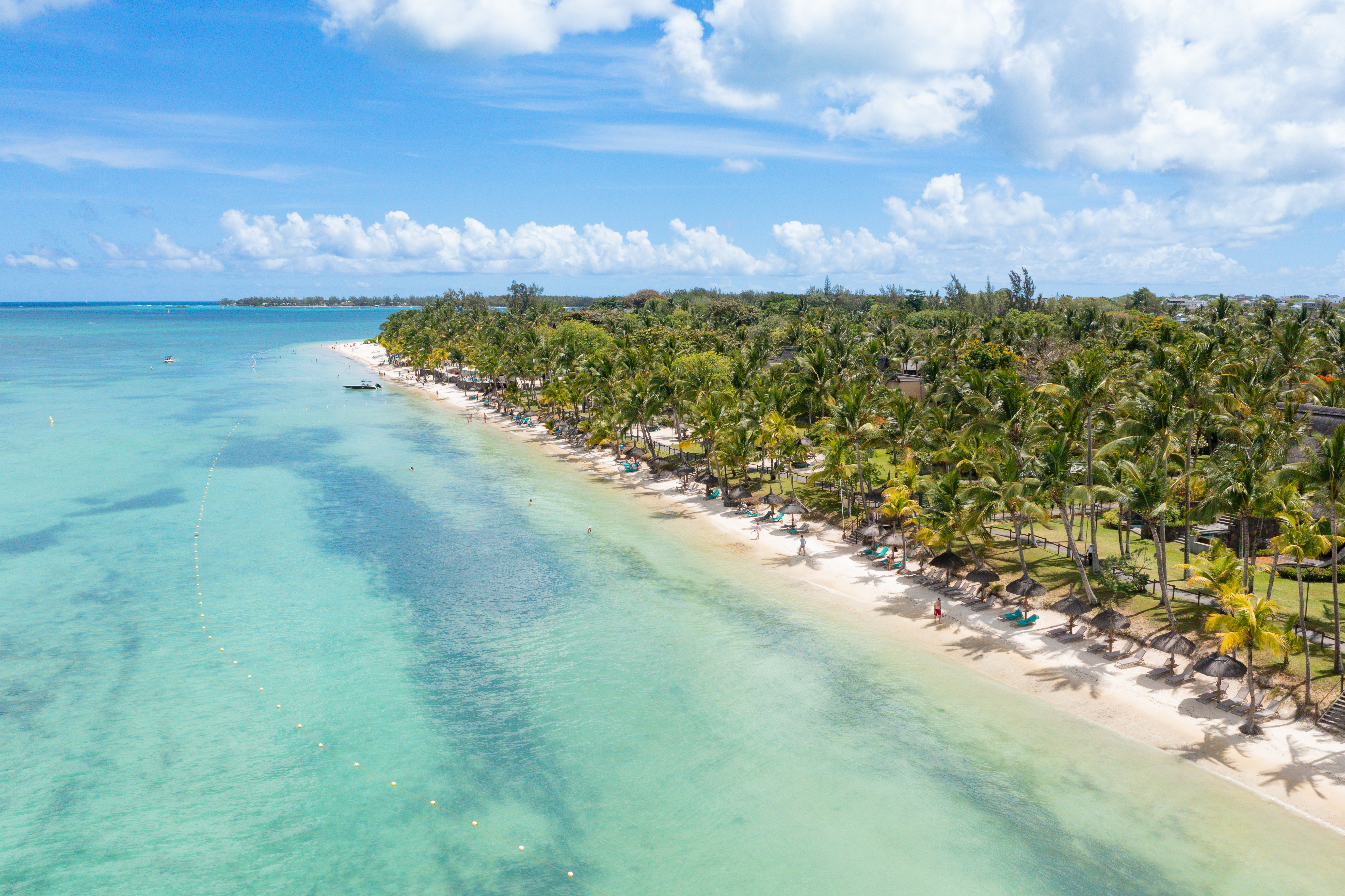
Plage tropicale, trou aux Biches.

L'environnement de Maurice est typiquement tropical dans les régions côtières avec des forêts dans les régions montagneuses. La faune et la flore de l'île, bien que régulièrement endommagées par les cyclones saisonniers, se régénèrent rapidement. La qualité de l'air à l'île Maurice est l'une des meilleures dans le monde, Maurice s'est classé deuxième dans l'indice de la qualité de l'air publié par l'Organisation mondiale de la santé en 2011,.
Située près du tropique du Capricorne, l'île Maurice a un climat tropical. Il y a deux saisons : un été chaud et humide de novembre à avril, avec une température moyenne de 24,7 °C et un hiver relativement frais et sec de juin à septembre, avec une température moyenne de 20,4 °C. La différence de température entre les saisons n'est que de 4,3 °C. Les mois les plus chauds sont janvier et février avec une température maximale quotidienne moyenne atteignant 29,2 °C et les mois les plus frais sont juillet et août où les températures moyennes minimales nocturnes descendent à 16,4 °C. Les précipitations annuelles varient de 900 mm sur la côte à 1 500 mm sur le plateau central. Bien qu'il n'y ait pas de saison marquée des pluies, la plupart des précipitations se produisent au cours des mois d'été. La température de la mer dans le lagon varie de 22 °C à 27 °C. Le plateau central est beaucoup plus frais que les zones côtières et peut connaître le double de précipitations. Les alizés dominants gardent le côté est plus frais et ont également tendance à amener de la pluie. Il peut aussi y avoir une différence marquée de température et de précipitations d'un côté de l'île à l'autre. Des cyclones tropicaux se produisent généralement de janvier à mars, apportant ainsi beaucoup de pluie dans la région. La marée noire à l'île Maurice a affecté les côtes du Sud-Est de l'île Maurice à partir du 6 août 2020, à la suite de la catastrophe environnementale à cause du naufrage du vraquier MV Wakashio.

### Biodiversité

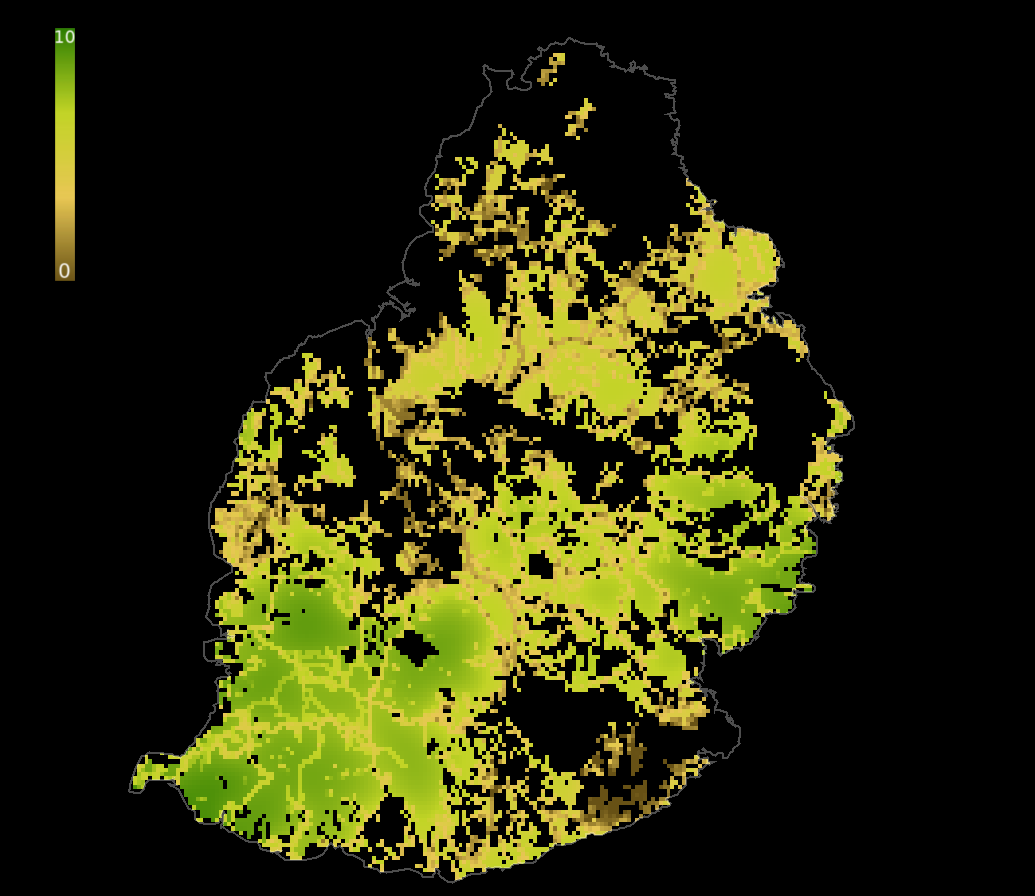
En 2019, Maurice avait un score moyen de l'indice d'intégrité du paysage forestier de 5,46, le classant sur 172 pays.

Le pays abrite quelques-unes des plantes et animaux les plus rares du monde. Mais l'habitation humaine et l'introduction des espèces non indigènes ont menacé la flore et la faune indigènes. En raison de son origine volcanique, de son âge et de son isolement, Maurice est doté d'une diversité de la flore et la faune qu'on ne retrouve généralement pas dans un espace si restreint. Avant sa découverte par les Portugais en 1507, il n'y avait pas de mammifères terrestres sur l'île. Cela a permis l'évolution d'un certain nombre d'oiseaux et de grandes espèces de reptiles. L'arrivée de l'Homme a vu l'introduction d'espèces exotiques envahissantes, la destruction rapide de l'habitat et la perte d'une grande partie de la flore et la faune endémiques. Il reste aujourd'hui moins de 2 % de la forêt indigène qui s'étendait jadis des sommets des montagnes du plateau central aux régions côtières et elle est maintenant concentrée principalement dans les gorges de Rivière-Noire (parc national des gorges de Rivière Noire) dans le Sud-Ouest, ainsi qu'au sein de la chaîne de montagnes de Grand-Port dans le Sud-Est (notamment la vallée de Ferney). Plus de 100 espèces de plantes et d'animaux ont disparu et beaucoup d'autres sont menacées. Les activités de conservation ont commencé il y a 25 ans[Quand ?] avec la mise en œuvre des programmes pour la reproduction des oiseaux menacés et les espèces végétales ainsi que la restauration de l'habitat dans les parcs nationaux et réserves naturelles.

#### Dodo

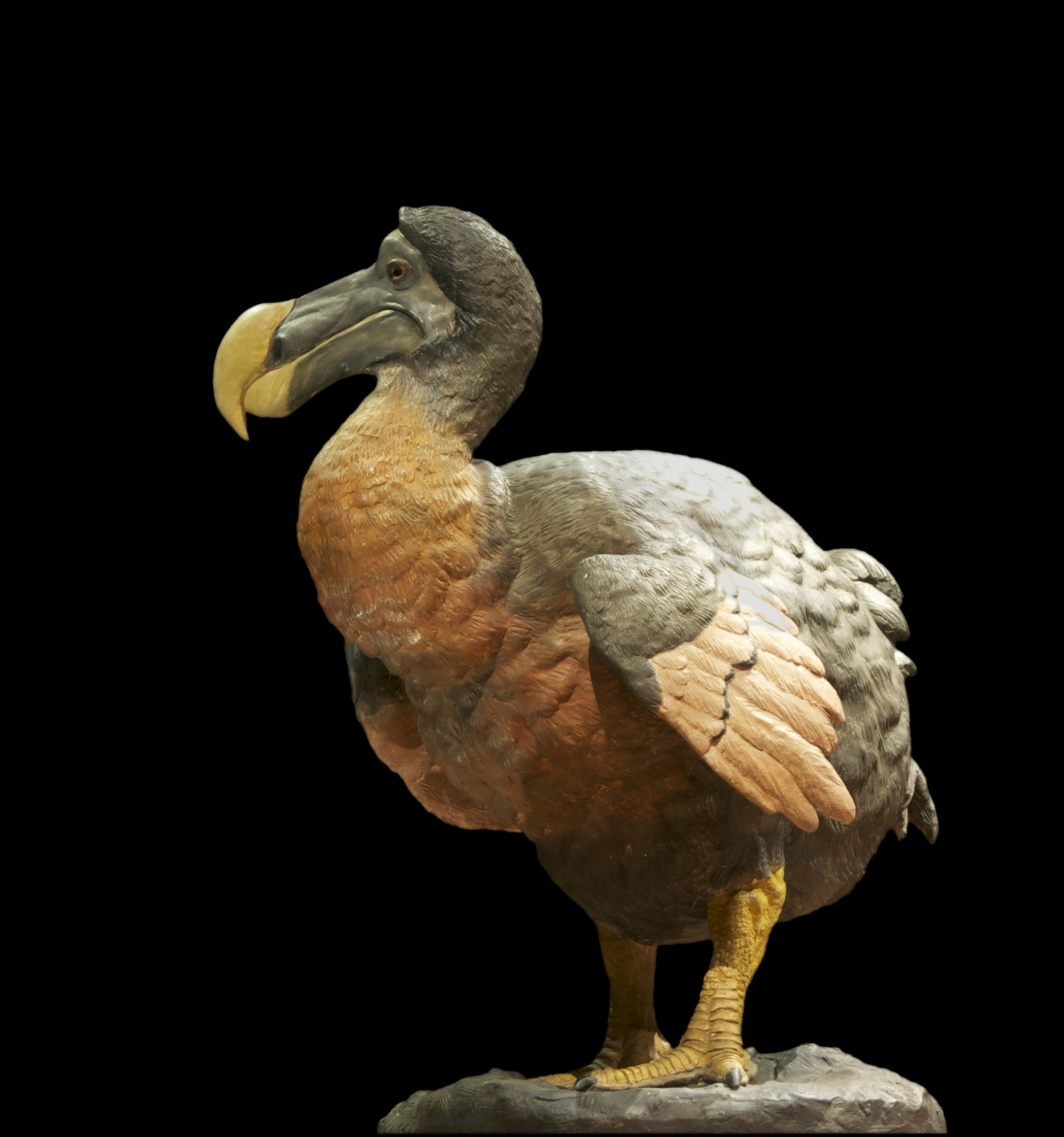
Le dodo n’existait qu’à l'île Maurice.

À sa découverte, l'île Maurice était le foyer d'une espèce d'oiseau jusque-là inconnue, vraisemblablement un descendant d'un type de pigeon qui s'y était installé plus de 4 millions d'années auparavant. Des marins néerlandais furent les premiers à en rapporter l'existence, en 1598, et les Portugais le nommèrent le dodo. Une grande diversité d'espèces d'oiseaux vivait dans les forêts denses, et il n'y avait pas de mammifères sur l'île. Le dodo se nourrissait de fruits tombés des arbres, et l'on pense qu'il avait perdu la faculté de voler en raison de l’abondance de nourriture et de l’absence relative de prédateurs. Après que les Portugais ont pour la première fois foulé le sol mauricien, en 1505, l'endroit devint rapidement une escale pour les navires sur la route des épices. Le dodo pouvant mesurer 1 m et peser jusqu'à 17,5 kg, il devint une source appréciable de viande fraîche pour les marins.
Plus tard, les Néerlandais utilisèrent l'île comme colonie pénitentiaire et y introduisirent des animaux domestiques. Des rats provenant de navires débarquèrent aussi sur l'île. Les nids des dodos se trouvant au sol, les rats, les porcs et les singes mangeaient leurs œufs.
À peine 100 ans après l'arrivée des premiers humains, les dodos, jadis abondants sur l'île, avaient été décimés, le dernier ayant été tué en 1681. L’extinction du dodo a pour la première fois montré que l’être humain pouvait causer l’extinction d'une espèce. Aujourd'hui l'oiseau disparu est l’emblème du pays et fait figure de support des armoiries de Maurice.

## Répartition géopolitique des localités
L'île Maurice est divisée en 9 districts qui comprennent un total de 146 localités (Village Council Area) et 23 arrondissements (Municipal Ward) des cinq plus grandes villes de l'île. L'île Rodrigues, autrefois dixième district du pays, a obtenu un statut d'autonomie en 2002. L'île possède donc un gouvernement autonome et une Assemblée locale.
| Savanne Flacq Rivière · Noire Port-Louis Rivière · du · Rempart Pamplemousses Plaines · Wilhems Grand Port Moka |

## Démographie

Pyramide des âges de Maurice en 2011.

Sa densité est la plus élevée d'Afrique (11e rang mondial) tout comme l'est son indice de démocratie (18e rang mondial).
La population possède des origines multiples, à la suite de la colonisation du pays par des puissances européennes, à l'esclavage et à l’engagisme de travailleurs indiens et chinois. La culture du pays reflète sa composition ethnique diverse, à travers les différentes religions, les festivals religieux, la cuisine, la musique et le folklore mauricien.
L'estimation de la population (au 31 décembre 2013) pour toute la république était de 1 259 838 habitants, dont 623 472 étaient des hommes et 636 366 des femmes. Pour l'île Maurice seulement, le nombre est de 1 218 060 et l'île Rodrigues 41 504. Agaléga et Saint-Brandon ont une population de 274 habitants. La société mauricienne comprend des gens de différents groupes socioculturels et religieux. Les habitants de la république mauricienne sont les descendants de personnes originaires de l'Inde, de l'Afrique continentale et de Madagascar, de l'Europe et de la Chine. Selon la Constitution mauricienne, il existe quatre groupes communautaires reconnus par l’État et dont le recoupement ne suit pas les mêmes critères : les Sino-Mauriciens (originaires de la Chine), les hindous et les musulmans (originaires du sous-continent indien) et la population générale (qui regroupe aussi bien les descendants de colons européens, principalement français, les créoles — descendants d'esclaves africains et les métis —, mais également tous ceux issus de mariages mixtes, qui ne peuvent donc être intégrés aux trois premiers groupes).
En 2015, Maurice a été classée au premier rang en Afrique dans l'indice de développement humain ajusté selon les inégalités et 64e sur 188 pays dans le monde.

### Langues
Le créole mauricien, à base lexicale française, est né du mélange avec d'autres langues (notamment africaines et malgaches) pendant la période de l'esclavage. Il est parlé par la majorité de la population et est considéré comme la langue nationale du pays.
La Constitution de Maurice ne mentionne aucune langue officielle (de jure) pour le pays. Néanmoins, l'anglais est utilisé par l'administration, les Britanniques ayant été les derniers à administrer l'île avant son indépendance. La langue officielle de l'Assemblée est l'anglais mais les membres peuvent aussi s'exprimer en français. L'anglais est généralement reconnu comme la langue officielle (de facto) de l'île Maurice car il est majoritairement utilisé dans les administrations gouvernementales, les tribunaux et les entreprises. La Constitution de Maurice et toutes les lois sont rédigées d'abord en anglais.
La population mauricienne est multilingue, la plupart des Mauriciens parlant couramment le créole mauricien, le français (environ 73 %) et aussi l'anglais. Tandis que le français et l'anglais sont appris dès la première année du cycle primaire en tant que matières obligatoires, les langues orientales et le créole mauricien sont également enseignés en tant que matières optionnelles. Il existe également une répartition fonctionnelle des langues dans le pays : l'anglais et le français, langues supracommunautaires, sont utilisés dans le cadre professionnel, les langues asiatiques sont utilisées dans les activités socioculturelles des communautés originaires de l'Asie, tandis que le créole et le bhodjpouri sont cantonnés au registre familier. Le créole, à base lexicale française et enrichi d'apports provenant d'autres langues, est parlé par la majorité de la population et est considéré comme la langue nationale : 84 % des Mauriciens s'expriment le plus souvent en créole à la maison. Le français est surtout utilisé dans les médias et la littérature, c'est aussi la langue la plus parlée après le créole ou le bhojpuri. Diverses langues ancestrales sont également parlées à Maurice, parmi lesquelles le bhodjpouri, l’hindi, le tamoul, le télougou, le marathi, le cantonais, le mandarin, le hakka, l’arabe et l’ourdou,. Le créole rodriguais, le créole agaléen, le créole chagossien, variantes du créole mauricien, sont parlés par les gens de l'île Rodrigues, d'Agaléga et des Chagos.

### Éducation
Le système d'éducation à l'île Maurice est en grande partie basé sur le système britannique car l'île Maurice était une ancienne colonie britannique. L'éducation est gratuite pour tous les citoyens du pré-primaire jusqu'au tertiaire. Depuis juillet 2005, le gouvernement a également introduit le transport gratuit pour tous les élèves. Le système éducatif de l'île Maurice est divisé en quatre cycles principaux — le pré-primaire, le primaire, le secondaire et le tertiaire. La structure de l'éducation comporte trois années de pré-primaire, six ans d'études primaires menant au certificat de l'enseignement primaire (CPE), suivie par cinq années d'enseignement secondaire conduisant à la School Certificate (O-Level) et de deux années supplémentaires de fin de secondaire supérieur avec le Higher School Certificate (A-Level). Les examens de O-level et A-level sont organisés par l'université de Cambridge qui élabore le programme, prépare et imprime les papiers d'examens et fait la correction. Le secteur tertiaire comporte l'étude dans des institutions d'enseignement supérieur, les universités et autres établissements d'enseignement technique. Les deux principales universités publiques du pays sont l'université de Maurice et l'université de Technologie. Le taux d'alphabétisation est estimé à 89,8 % en 2011 selon le recensement effectué par le Centre Statistics de Maurice.

## Économie

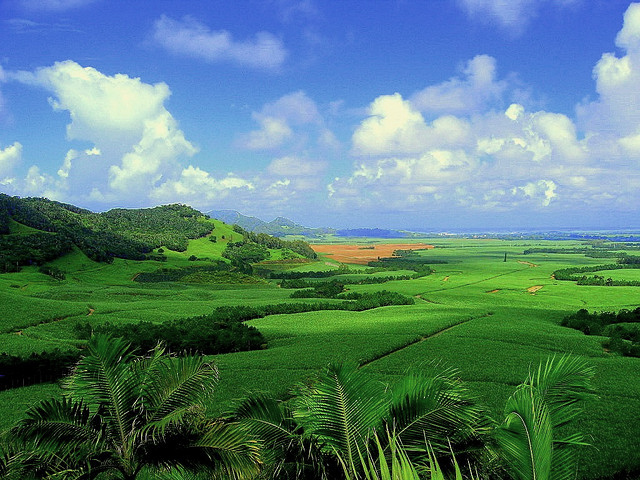
Plantation de canne à sucre.

L'indice de la facilité de faire des affaires 2019 de la Banque mondiale classe l'île Maurice au 13e rang mondial sur 190 économies en termes de facilité de faire des affaires.
Selon le FMI, l’estimation du PIB en 2014 était de 12,025 milliards de dollars, le RNB par habitant était 9 300 dollars, l’un des plus élevés en Afrique.
Maurice est également le plus grand investisseur étranger en Inde, d'avril 2000 à décembre 2011, le flux d'IDE en Inde était de 62 470,80 millions de US$, ce qui représente plus de 39 % des entrées totales.
Le pays est par ailleurs à la fois membre du Commonwealth et de l'Organisation internationale de la francophonie.
Étant dépendante de la production de sucre depuis son indépendance acquise en 1968, Maurice a connu une évolution économique fulgurante. L'île est passée d'un statut de pays à bas revenus, dont l'économie reposait sur l'agriculture, à un statut de pays dit « émergent ».
Maurice a mis au point une économie diversifiée basée sur des piliers importants comme les secteurs industriel, services financiers, l'éducation, tourisme (14 % des emplois), technologies de l'information et de la communication, de fruits de mer, la santé, l'énergies renouvelables, et externalisation des processus métier. Le taux de croissance du PIB réel reste fort même s'il a légèrement ralenti à 4,1 % en 2011, passant de 4,2 % en 2010, avec des projections montrant une croissance modérée de 4,0 % en 2012, la zone euro, la principale destination d'exportations du pays, tombe dans une autre récession.

### Secteur financier

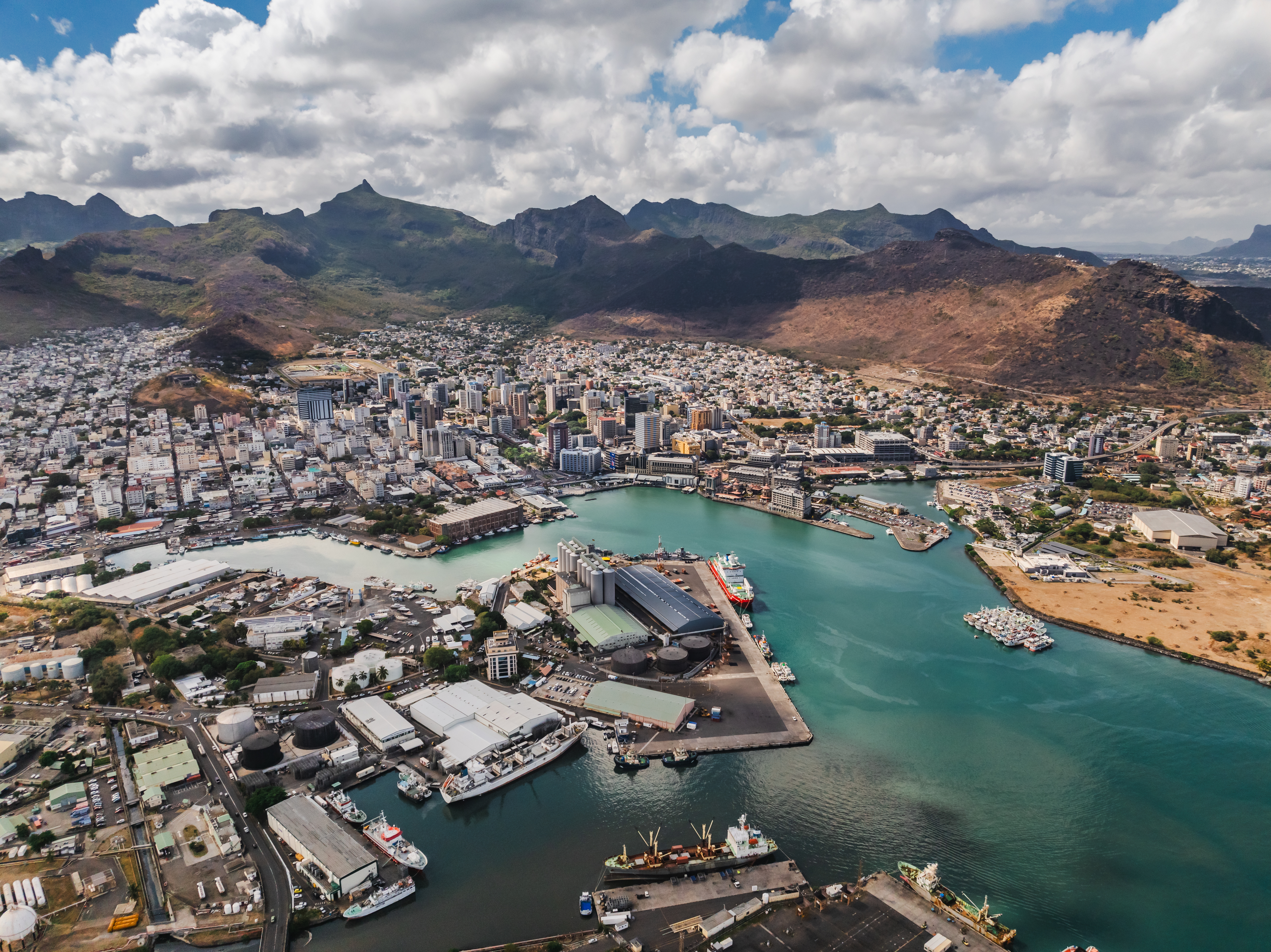
Port-Louis, la capitale de Maurice.

Le secteur des services financiers représente à lui seul près de 50 % du PIB en 2017, contre 7 % pour le tourisme et 15 % pour l’industrie.
Le système fiscal mauricien est connu pour être l'un des plus légers au monde. Maurice est en effet considérée comme un paradis fiscal et a signé avec de nombreux pays africains des conventions de non double imposition. Or, des failles dans ces conventions permettent à des multinationales installées à Maurice de ne pas payer d'impôts, privant des pays africains de recettes fiscales dont ils ont besoin. Maurice compte plus de 20 000 sociétés offshore. Ce système permet aussi la circulation de fonds d’origine frauduleuse ou criminelle.
Au fil des ans, Maurice s'est positionnée comme la plaque tournante privilégiée pour les investissements en Afrique en raison de sa position stratégique entre l'Asie et l'Afrique, son cadre légal hybride et solide, sa facilité de faire des affaires, les traités de protection des investissements et de non-double imposition de taxe, sa main-d'œuvre qualifiée et multilingue, sa stabilité politique et son faible taux de criminalité avec une infrastructure et une connectivité modernes. Le pays abrite de nombreuses banques internationales, des cabinets d’avocats, de services de gestion des entreprises, de fonds d’investissement et de fonds de capital-investissement. Les produits et services financiers comprennent la banque privée, le global business, l’assurance et la réassurance, les sociétés à responsabilité limitée, les entreprises à cellules protégées, les sociétés de fiducie et de fondation, les services de banque d'investissement et l’administration du siège social.
En juillet 2019, le rapport sur l’investissement dans le monde, de la Conférence des Nations unies sur le commerce et le développement (CNUCED), positionne Maurice comme hub financier de l’Afrique. Des investissements étrangers directs (IDE) d’environ 46 milliards de dollars (environ 1 656 milliards de Rs), destinés au continent africain, ont transité à travers la juridiction financière internationale de Maurice, en 2018. Le rapport met ainsi en lumière le rôle important que joue le pays dans la circulation des investissements régionaux et intra régionaux.
En raison du faible régime fiscal du pays, Maurice est souvent accusée de favoriser le détournement de recettes fiscales au détriment d'autres États. En 2019, le Consortium international des journalistes d'investigation (ICIJ), avait publié des centaines de milliers de dossiers, e-mails et contrats confidentiels, sur des transactions de la branche mauricienne de Conyers Dill and Pearman, une compagnie basée aux Bermudes, et rachetée par trois Mauriciens. Même si L'ICIJ précise que les documents ne démontrent pas d'agissements illégaux, comme cela avait pu être le cas avec les Panama Papers, qui dénoncaient de l'évasion fiscale, cela avait provoquée un tollé médiatique. Ces accusations d'être un paradis fiscal sont alors contestées par le ministre des Finances du pays, qui indique que, comparé à celui d’autres pays qui sont classés comme paradis fiscaux, le secteur du Global Business ne représente que 6 % du Produit intérieur brut (PIB) du pays parmi d’autres secteurs tels qu'entre autres les services financiers, le tourisme, le manufacturier .

## Transports
L'île est desservie par l'aéroport international Sir-Seewoosagur-Ramgoolam, situé à Plaine Magnien ; c'est le hub de la compagnie aérienne nationale Air Mauritius.
Sur l'île se situent plusieurs réseaux d'autobus (appelés "camions" sur place) et, depuis 2019, une ligne de métro : le Métro express.

## Culture

### Religion

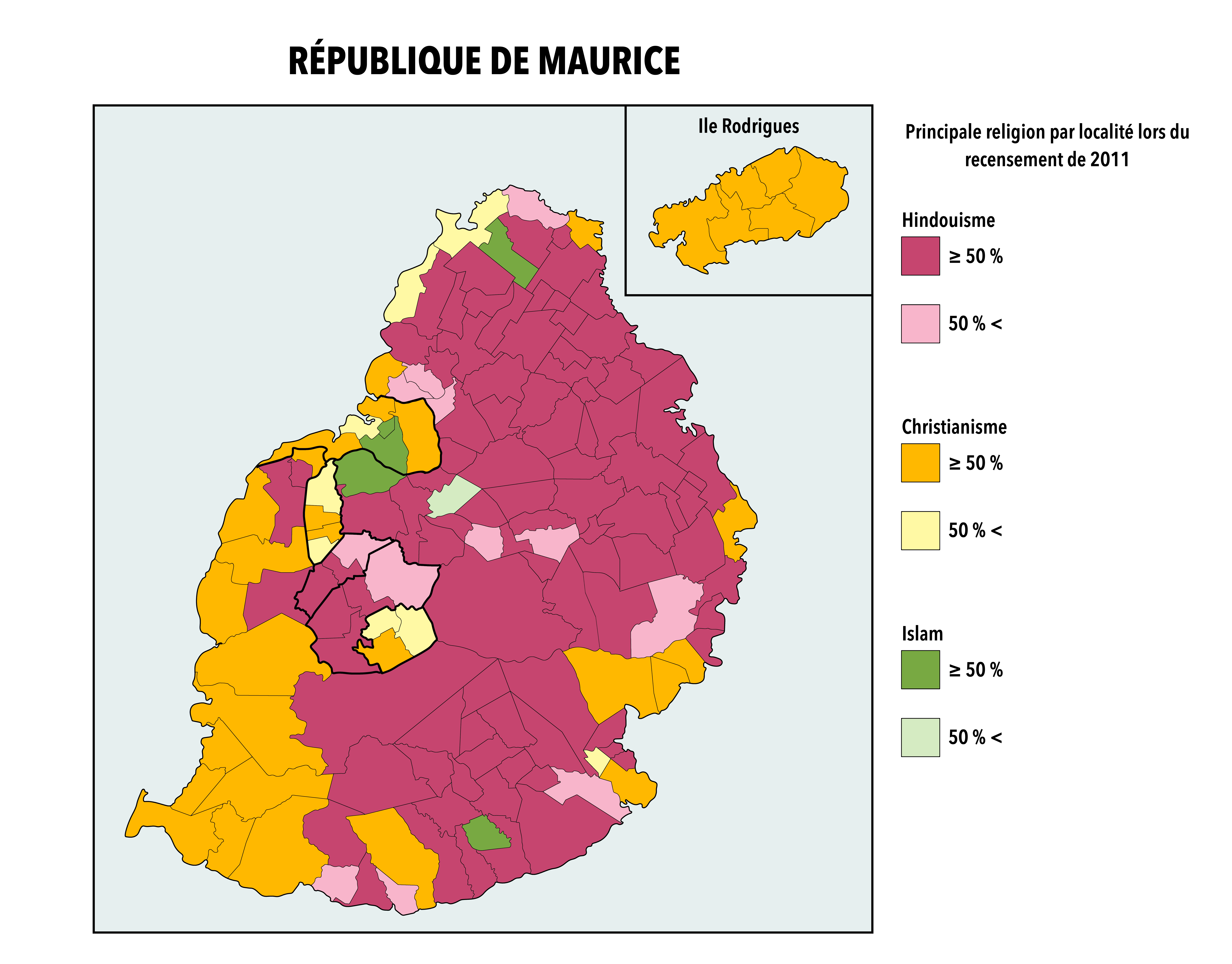
Principale religion pratiquée par localité lors du recensement de 2011

D'après le recensement de 2011, les principales religions sont les suivantes :
- hindouisme : 49 % ;
- christianisme : 32 % ;
- islam : 17 % ;
- bouddhisme et religions chinoises : 0,4 % ;
- sans religion et autres : 1,6%.

La république de Maurice est le seul pays africain à majorité hindoue.
Au début des années 1990, un certain nombre de groupes islamistes se forment dans le but de réislamiser la communauté musulmane. Ces organisations sont toujours actives à Maurice et bénéficient de liens étroits avec l'Arabie saoudite et le Pakistan. C'est également dans les années 1990 que Cehl Fakeermeeah, éduqué en Arabie saoudite, créa le parti du Hezbollah dans le but de défier la domination hindoue-créole au sein du gouvernement. Lors des élections municipales de 1996, le parti remporta cinq sièges à Port-Louis, mais sa progression fut rapidement enrayée par une histoire sensationnelle sur fond de braquages de banque et de meurtres à motivation politique.
En juillet 2019, le gouvernement de l'île interdit l'entrée sur son territoire d'images pouvant offenser une religion ou la morale. La décision aurait pour but de préserver la paix intercommunautaire et l'équilibre interreligieux.
Selon le magazine Marianne, l'île Maurice serait touchée depuis quelques années par une augmentation du fanatisme musulman exporté notamment depuis le Qatar.

### Architecture
L'architecture distinctive de l’île Maurice reflète l'histoire de la nation insulaire en tant que base commerciale coloniale reliant l'Europe à l'Est. Les styles et les formes introduits par les empires coloniaux hollandais, français et britanniques à partir du XVIIe siècle, mélangés à des influences de l'Inde et de l'Afrique de l'Est, ont abouti à une architecture hybride unique d'importance historique, sociale et artistique internationale. Les structures mauriciennes traditionnelles présentent une variété de conceptions, de matériaux et d'éléments décoratifs spécifiques propres au pays, et donnent des informations irremplaçables sur l'histoire de l'océan Indien et du colonialisme européen.
Des décennies de changements politiques, sociaux et économiques ont entraîné la destruction systématique du patrimoine architectural mauricien. Entre 1960 et 1980, les demeures historiques des hauteurs de l'île, appelées localement campagnes, ont disparu à un rythme alarmant. Les années plus récentes ont vu la démolition de plantations, de résidences et de bâtiments municipaux au fur et à mesure qu'ils étaient défrichés ou rénovés de manière drastique pour de nouveaux développements au service d'une industrie touristique en expansion. La capitale de Port-Louis est restée relativement inchangée jusqu'au milieu des années 1990, mais reflète aujourd'hui les dommages irréversibles qui ont été infligés à son patrimoine bâti. La valeur croissante des terres est opposée à la valeur culturelle des structures historiques à Maurice, tandis que les coûts d'entretien prohibitifs et le déclin constant des compétences de construction traditionnelles rendent plus difficile l'investissement dans la préservation.
La population en général vivait historiquement dans ce qu'on appelle des maisons créoles.

### Fêtes et jours fériés

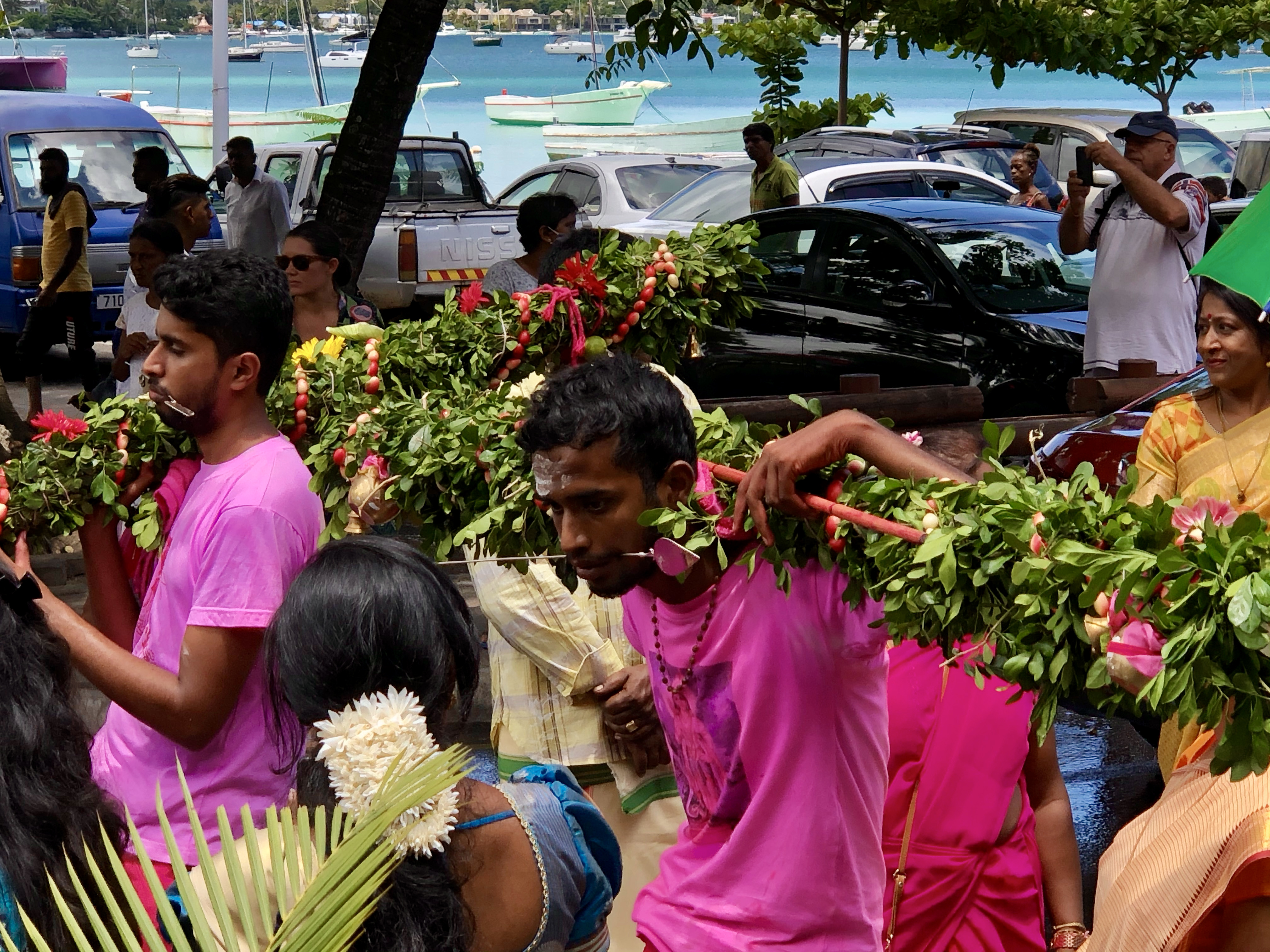
Célébration de Thaipusam à Grand Baie.

Les fêtes et jours féries sont un reflet de la société pluriculturelle évoluant à Maurice et issue de l'histoire complexe du pays. Tandis qu'il existe quatre jours fériés républicains (1er et 2 janvier, le 12 mars et le 1er mai), les autres sont attribués sur des critères communautaires et religieux. Il y a des festivals hindous, des festivals chinois, des festivals musulmans, ainsi que des festivals chrétiens.
Il y a 15 jours fériés annuels à l'île Maurice. Sept d'entre eux sont des jours fériés fixes : 1er et 2 janvier, 1er février, 12 mars ; 1er mai, 2 novembre et 25 décembre. Les jours restants sont des fêtes religieuses dont les dates varient d'année en année. La liste ci-dessous concerne uniquement les jours fériés, plusieurs autres festivités et célébrations d'importance comme le Festival International Kreol, le Carnaval de Maurice, Holi, Raksha bandhan et le pèlerinage du Père Laval existent également à Maurice.
| Férié                                        | Date          |
| -------------------------------------------- | ------------- |
| Jour de l'an                                 | 1er-2 janvier |
| Nouvel An chinois                            | 23 janvier    |
| Abolition de l'esclavage                     | 1er février   |
| Thaipoosam Cavadee                           | 7 février     |
| Maha Shivaratree                             | 20 février    |
| Jour Indépendance                            | 12 mars       |
| Ugadi                                        | 23 mars       |
| Fête du Travail                              | 1er mai       |
| Assomption                                   | 15 août       |
| Aïd el-Fitr (selon la visibilité de la lune) | 19 août       |
| Ganesh Chaturthi                             | 20 septembre  |
| Arrivée des Travailleurs engagés             | 2 novembre    |
| Diwali                                       | 13 novembre   |
| Noël                                         | 25 décembre   |

### Musique
Deux genres musicaux locaux sont présents sur l'île.
Le séga et le séga ravanne (séga typique de l'ancien temps), musique et danse créole endémique de Maurice.
Les chants et danses en langue bhodjpouri qui continuent à jouir d'un certain intérêt malgré le déclin de cette langue sur l'île.
D'autres courants musicaux font partie de la richesse musicale de l'île, on retrouve le reggae avec des artistes très populaires tel que Kaya.
La nouvelle génération musicale s'inspire du ragga et du dancehall. Des groupes notables occupent la scène depuis des années et sont devenus des références socio-politiques pour leur engagement (Otentik Street Brothers dit OSB).
Les musiques indiennes, principalement de Bollywood représentent une partie importante de la musique écoutée sur l'île avec des concours de chants en langue hindi organisés par la chaîne nationale.

### Gastronomie
Tout comme l'île, la gastronomie aussi a un mélange culturel. On peut goûter des plats d'origine chinoise, tout comme des plats d'origine africaine en passant par l'Inde et l'Europe. Une gastronomie dont les mauriciens se réjouissent et sont très fiers. Les principaux plats mauriciens sont : les nouilles sautées à la sauce soja, le carry poulet et puis le rougaille à la viande.

### Jeux et sports

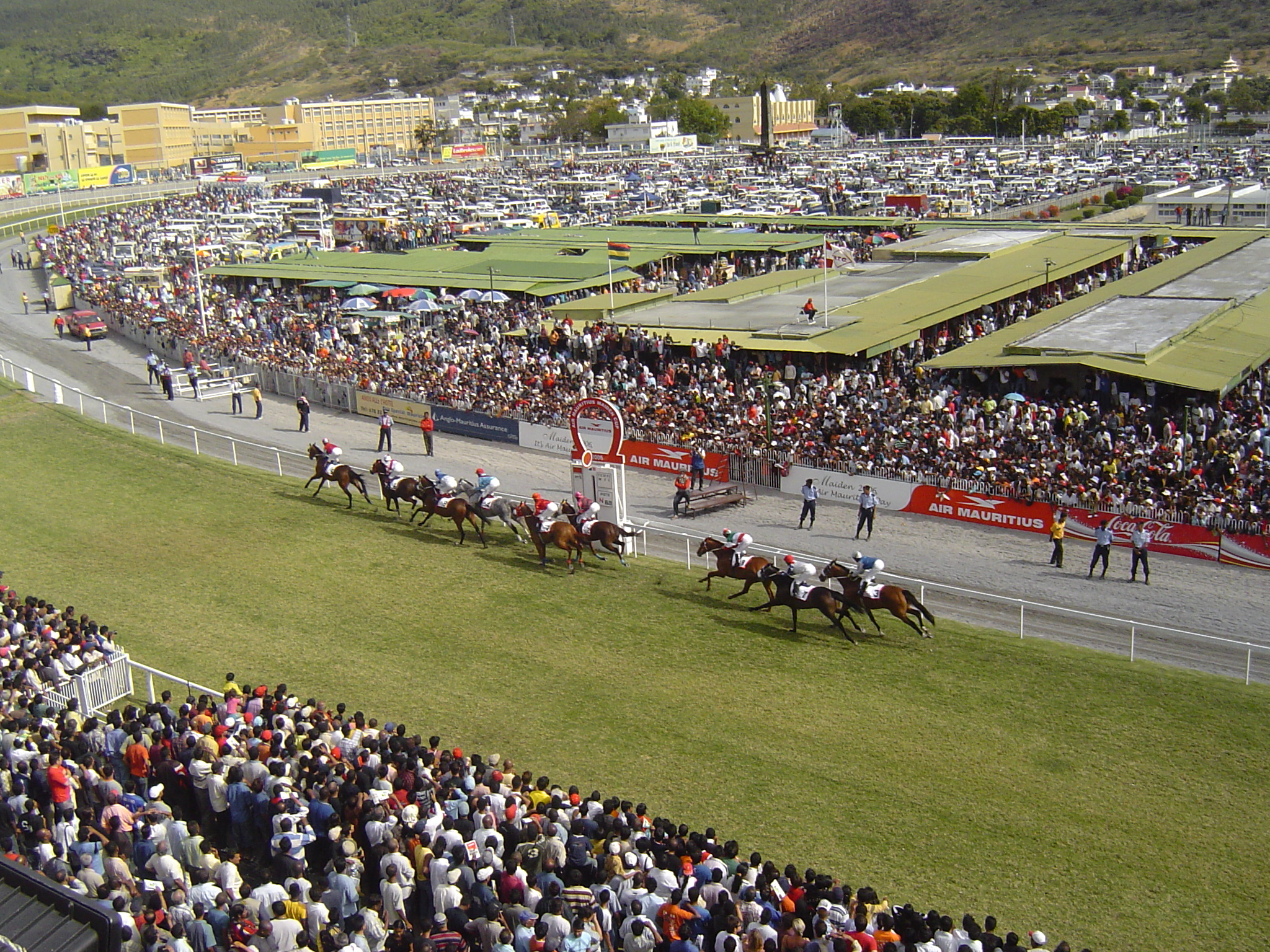
Course hippique au Champ de Mars.

Le sport favori des Mauriciens est le football et l'équipe nationale est le Club M. Les autres sports qui sont populaires à Maurice sont le cyclisme, le tennis de table, le badminton, le volley-ball, le basket-ball, le handball, la boxe, la pétanque, le judo, le karaté, le taekwondo, l'haltérophilie, la musculation et l'athlétisme.
Les équipes nationales de Maurice ont eu peu de succès au niveau international à cause de plusieurs raisons, notamment une faible population, le manque de financement et une culture locale qui valorise plutôt la réussite scolaire que d'autres activités. Maurice est assez compétitif au niveau régional dans l'océan Indien, Maurice recueille des médailles d'or, d'argent et de bronze aux Jeux des îles de l'océan Indien. Les deuxième (1985) et cinquième éditions (2003) des Jeux des îles ont été organisées à Maurice. En 2008, Maurice remporte sa première médaille olympique à Pékin : Bruno Julie remporté la médaille de bronze en boxe.
Les courses hippiques font également partie intégrante du patrimoine culturel de l'île, puisqu'elles remontent à 1812, lorsque le Champ de Mars a été inauguré à Port-Louis, ce qui en fait le plus ancien hippodrome de l'hémisphère sud. Huit courses s'y déroulent tous les samedis de mars à décembre, dont la plus célèbre est la Maiden Cup.
L'île est le terrain de jeu de plusieurs épreuves de trail dont notamment le Royal Raid depuis 2006, le Ferney Trail depuis 2007, le Dodo Trail depuis 2011 et l'Ultra Trail Raidlight Beachcomber depuis 2014.

### Musées
Maurice dispose de plusieurs musée traitant de thématiques diverses :
- Musée d'histoire naturelle de l'île Maurice
- Blue Penny Museum
- Musée intercontinental de l'Esclavage
- L'Aventure du Sucre
- Coolie Museum
- Musée de l'immigration chinoise
- Musée du coquillage de Port-Louis
- Musée naval de l'île Maurice
- Musée de la photographie de l'île Maurice
- Musée de la Poste mauricienne

## Maurice dans les arts

### Romans
- J. M. G. Le Clézio, La quarantaine, Gallimard, 1997 (ISBN 9782070402106)
- Nathacha Appanah, Les rochers de poudre d'or, Gallimard, 2003
- Geneviève Dormann, Le bal du dodo, Albin Michel, 2000  (ISBN 9782226036568)
- Caroline Laurent (écrivaine), Rivage de la colère, Les Escales puis Pocket, 2020  (ISBN 9782266311915)
- Shenaz Patel, Le silence des Chagos, éditions de l'Olivier, 2005  (ISBN 9782879294544)

### Cinéma
- Ni chaînes ni maîtres, film français réalisé par Simon Moutaïrou, 2024.